# ビクター・ルヴォフ
ビクター・S・ルヴォフ（ロシア語: Виктор Сергеевич Львов、1942年10月23日 - ）は、ロシア系イスラエル人の物理学者で、波動と流体力学の乱流、ならびにさまざまな物理系（プラズマ、超流動体、古典的な環境フロー、固体状態）における非線形現象に関する理論と応用において多くの貢献を果たしたことで知られている。
彼はNature PhysicsやPhysical Reviewといった学術誌において約280本の論文を執筆しており、3冊の著書も出版している。著書には、ロシア語で書かれた『非線形スピン波』、『コルモゴロフ乱流スペクトルI：波動乱流』（V.ザハロフおよびG.ファルコビッチとの共著）、および『波動乱流とパラメトリック励起：磁石への応用』がある。

## 学歴
1966年にレニングラード大学で理論物理学の修士号を取得し、その後レニングラードの半導体研究所で物理学および数学の博士号を取得した。さらに1974年にはノボシビルスクの原子核物理研究所で（物理学の）理学博士を取得している。

## 経歴
1968年、彼はレニングラードの半導体研究所に若手研究者（ジュニア・リサーチ・アソシエイト）として加わり、1970年まで勤務した。その後、1970年から1973年までノボシビルスクの原子核物理研究所でシニア・リサーチ・アソシエイトを務めた。また1970年にはノボシビルスク大学で理論物理学の助教授に就任し、1974年までその職にあった。その後、理論物理学の准教授に昇進し、1983年から1990年まで同大学で計算機科学の教授を務めた。同時期に1973年から2000年までノボシビルスクの自動化研究所で非線形物理学研究室の責任者を務めた。1993年から2012年には化学物理学部の教授を務め、1997年からはワイツマン科学研究所のファインバーグ大学院で教授職に就いている.。

## 著作
- 『Nonlinear Spin Waves（非線形スピン波）』  - 1987年にロシア語で出版された。この本の主な内容は、スピン波の相互作用における動力学と統計である。スピン波のパラメトリックおよび動力学的励起に関する非線形理論を、実験結果との比較を通じて紹介している。
- 『乱流のコルモゴロフ・スペクトル I：波動乱流』 - 1992年にはV・ザハロフ氏およびG・ファルコヴィッチ氏との共著で『乱流のコルモゴロフ・スペクトル I：波動乱流』を出版した[2]。この書籍では、波乱流に焦点を当て、コルモゴロフスペクトルやエネルギーカスケードなど、乱流に関する理論的な発展を詳述している。
- 『パラメトリック励起下の波動乱流： 磁石への応用』 - 1994年に『パラメトリック励起下の波動乱流： 磁石への応用』を出版した。強い外部周期的変調が波乱流に与える影響を研究した。特に、異なるエネルギースケールを持つ完全発達乱流との比較を通じて、波乱流の動態を深く掘り下げている。[3]
- 1983年以来、彼は流体力学における様々な本の執筆に貢献し、計５章を共著した。[6]その中には、Progress in Low Temperature Physics（2009年）の第16巻にあるTurbulent Dynamics in Rotating Helium Super-fluids（回転ヘリウム超流体における乱流力学）と題された章などがある。この章では、ヘリウム超流動体³He-Bと⁴Heにおける乱流を深堀りし、通常の流体成分が最小である低温において、乱流がどのように発生し、消滅し、どのように振る舞うかを新しい手法を用いて探求した。[7]

## 研究
研究の一環として、彼は多くの学術論文を執筆している。1975年の研究では、パラメトリック励起下における強磁性誘電体中のスピン波の非線形ダイナミクスに注目し、波のペアリングの限界メカニズムをS理論を用いて記述した。また、これを実験的に検証するとともに、集団振動や自己変調への影響について議論した。
1993年の研究では、イットリウム鉄ガーネット（YIG）のマグノン特性をレビューし、新たな方法でマグノンスペクトルを計算した。この中で、温度依存性磁化を分析し、実験データと理論モデルを比較してマグノンの緩和メカニズムを詳細に論じた。
1998年には、『Physical Review』誌に掲載された論文で、GOYモデルの問題点に取り組み、非線形結合と相関特性を改良した乱流の新しい「Sabra」シェルモデルを提案した。このモデルは、粘性メカニズムに依存しないスケーリング指数を維持しつつ、マルチスケーリングの特性を示した。
2007年以来、彼は絶対零度近くにおける超流動乱流の研究を行っている。彼は、量子化された渦フィラメントの相互作用が古典的な乱流モデルからの逸脱を引き起こし、クロスオーバースケールでエネルギースペクトルにボトルネック効果を生じさせることを明らかにした。
2016年には、常温フェリ磁性体、特にイットリウム鉄ガーネット（YIG）におけるスピン波のボース＝アインシュタイン凝縮の研究分野に復帰。カイザースラウテルンの実験グループとの協力を通じて、常温のボース＝アインシュタインマグノン凝縮体での超電流、ジョセフソン振動、伝搬するボゴリューボフ波、その他の量子力学的効果の発見を報告した。.
2020年には波乱流の研究に再び目を向け、シュレーディンガー＝ヘルムホルツ方程式における弱波乱流を探求。逆カスケードと順カスケードが同時に発生する現象を指摘し、逆カスケードを非平衡凝縮として解釈した。さらに、2022年にはナザレンコグループと共同で、二次元音響乱流の理論を構築した。
2022年には、Y・ルヴォフ氏、S・ナゼレンコ氏、A・ポミャロフ氏との共同研究で、異方性超流動カウンターフロー乱流の理論を構築。この理論は、数値シミュレーションおよび実験室で観測された現象を説明するものである。
2024年には、磁性薄膜における局所的な加熱が磁化および脱磁場に及ぼす影響を調査。これにより、マグノン分散の変化、マグノン超電流、そしてボース＝アインシュタイン凝縮の形成が引き起こされることを示した。

## 書誌

### 書籍
- Nonlinear Spin Waves (1987)
- Kolmogorov spectra of turbulence I: Wave turbulence (1992) ISBN 9783642500541
- Wave Turbulence Under Parametric Excitation; Applications to Magnets (1994) 9783642752971

### 参考記事
- Zakharov, V. E., L'vov, V. S., & Starobinets, S. S. (1975). Spin-wave turbulence beyond the parametric excitation threshold. Soviet Physics Uspekhi, 17(6), 896.
- Cherepanov, V., Kolokolov, I., & L'vov, V. (1993). The saga of YIG: Spectra, thermodynamics, interaction and relaxation of magnons in a complex magnet. Physics reports, 229(3), 81–144.
- L’vov, V. S., Podivilov, E., Pomyalov, A., Procaccia, I., & Vandembroucq, D. (1998). Improved shell model of turbulence. Physical Review E, 58(2), 1811.
- L’vov, V. S., Nazarenko, S. V., & Rudenko, O. (2007). Bottleneck crossover between classical and quantum superfluid turbulence. Physical Review B—Condensed Matter and Materials Physics, 76(2), 024520.
- Bozhko, D. A., Serga, A. A., Clausen, P., Vasyuchka, V. I., Heussner, F., Melkov, G. A., ... & Hillebrands, B. (2016). Supercurrent in a room-temperature Bose–Einstein magnon condensate. Nature Physics, 12(11), 1057–1062.
- L'vov, V. S., Lvov, Y. V., Nazarenko, S., & Pomyalov, A. (2022). Theory of anisotropic superfluid He-4 counterflow turbulence. Philosophical Transactions of the Royal Society A: Mathematical, Physical and Engineering Sciences, 380(2219). https://doi.org/10.1098/rsta.2021.0162

## 参考項目
1. ↑  “Victor S. L'vov - Google Scholar”. 2024年11月27日閲覧。
2. 1 2  “Kolmogorov spectra of turbulence I: Wave turbulence”. 2024年11月27日閲覧。
3. 1 2  “Wave turbulence under parametric excitation: applications to magnets”. 2024年11月27日閲覧。
4. ↑  “Victor S. L’vov - Researchgate”. 2024年11月27日閲覧。
5. ↑  “Prof. Victor L'vov - Department of Chemical Physics”. 2024年11月27日閲覧。
6. ↑  “Reviews - Department of Chemical Physics”. 2024年11月27日閲覧。
7. ↑  “Turbulent Dynamics in Rotating Helium Superfluids”. 2024年11月27日閲覧。
8. ↑  “Spin-wave turbulence beyond the parametric excitation threshold”. 2024年11月27日閲覧。
9. ↑  “The saga of YIG: Spectra, thermodynamics, interaction and relaxation of magnons in a complex magnet”. 2024年11月27日閲覧。
10. ↑  “Improved shell model of turbulence”. 2024年11月27日閲覧。
11. ↑  “Bottleneck crossover between classical and quantum superfluid turbulence”. 2024年11月27日閲覧。
12. ↑  “Local temperature control of magnon frequency and direction of supercurrents in a magnon Bose-Einstein condensate”. 2024年11月27日閲覧。
13. ↑  “Wave turbulence in self-gravitating Bose gases and nonlocal nonlinear optics”. 2024年11月27日閲覧。
14. ↑  “Energy Spectrum of Two-Dimensional Acoustic Turbulence”. 2024年11月27日閲覧。